# Одинцовский лакокрасочный завод
Одинцовский лакокрасочный завод (АО «Одила́к») — предприятие, расположенное в Одинцово, Московская область. Одно из старейших предприятий в России, выпускающее лакокрасочные материалы. Площадь завода составляет 5 гектаров.
«Одилак» производит промышленные краски для металлоконструкций, железнодорожного транспорта и автомобилей, краски для дерева и дорожной разметки, спецодежду, средства защиты и материалы для подготовки поверхностей к покраске.
В 2006 году «Одилак» вошёл в состав словенского концерна Helious Group (ООО «Хелиос РУС»). В настоящее время предприятие входит в состав группы компаний «Kansai Paint» («Кансай пэйнт»).

## История
Завод был основан в 1907 году и начал выпускать артельным способом миткаля и клеёнки.
В 1927 году Одинцовская артель объединилась с артелью посёлка Обушкино, где изготавливали козырьки и подбородочные ремешки для форменных шапок. Так была создана фабрика по производству козырьков и клеёнок с названием «Козырёчно-клеёнчатая фабрика».
Возросший объём производства создал предпосылки для переименования завода в Одинцовский завод бытовой химии со штатом 200 человек распоряжением Кунцевской РКП от 15 декабря 1942 года. В первую очередь произошёл переход на выпуск продукции, предназначенной для военных нужд. Производились маскировочные краски, танковые подогреватели, тормозная жидкость, хозяйственное мыло, воск для вощения ниток на подшивку солдатских валенок. В то же время завод продолжал поставлять в армию лакированные козырьки с подбородочными ремнями для фуражек (это был единственный цех в СССР).
В октябре 1941 года Одинцово стало прифронтовой зоной. Заводские рабочие должны были дежурить в народной и пожарной дружинах. Они рыли траншеи, ставили противотанковые заграждения. На трудовом фронте были тяжело ранены Татьяна Сергеевна Голяшкина (ветеран завода с 36-летним стажем), М. Е. Рослякова получила ранение в лёгкое. Многие заводчане за самоотверженный труд получили различные государственные награды. Так, орденом «Знак Почёта» и медалью «За оборону Москвы» была награждена старейший ветеран завода Александра Ивановна Чепракова (работала с 1932 по 1985 год), медалями «За доблестный труд в Великой Отечественной войне 1941—1945 гг.» и «За оборону Москвы» — Л. Д. Степанюк, П. С. Фёдорова, Т. Г. Садомова, П. Г. Зотова, М. А. Васильева и А. П. Николаева. Также вписано имя кавалера ордена Трудового Красного Знамени, ветерана Великой Отечественной войны и труда И. А. Щербины, участвовавшего в обороне Сталинграда и «Невского пятачка» на подступах к Ленинграду, награждённого многими военными наградами.
Большинство мужчин завода ушло на фронт, 13 из них погибли. Среди них мастер корызёчного цеха П. М. Харитонов, начальник ОТК П. М. Зотов, начальник пожарной охраны Н. У. Шишканов, токарь Н. М. Мелехин, шофёр С. А. Логинов, кузнец П. А. Федотов, плотник М. К. Меркулов, краскотёр Г. И. Воронин, грузчик И. Александров, теплотехник Н. Г. Гузенко, учётчик А. А. Набатов, штамповщик М. Ф. Могилевцов, И. Аксёнов. Оставшиеся на заводе женщины продолжали выполнять Госплан на 150 %.
После окончания Великой Отечественной войны завод стал специализироваться на выпуске лакокрасочной продукции и товаров народного потребления. Изготавливалась олифа, железнодорожные свечи, шились крафт-мешки, детские фартуки из клеёнок, дорожки, замазка, воском пропитывалась бумага, варилась смола, лыжная мазь, смолка, дёготь. Ассортимент красок был невелик: колькотар, охра, сурик, масляные краски в промышленной таре. Доля ручного труда была очень велика.
В 1960 году по указанию Мосгорисполкома предприятие переименовано в «Химический Завод № 7». Решением Мособлисполкома № 132-Р от 1 февраля 1962 года заводу было возвращено прежнее название — «Одинцовский химический завод» Управления химических материалов и культтоваров Мосгорисполкома.
В середине 1960-х годов началось масштабное капитальное строительство. Были введены в эксплуатацию новые производственные площади. Для олифоварочного отделения был построен новый корпус, производство оснащено передовым технологическим оборудованием. Выпуск олифы увеличился в 3-5 раз. Было создано краскотёрочное отделение и расширено производство масляных красок, построен гараж. В конце 1960-х годов предприятие освоило механизированное производство эмали ПФ-266 для полов и полуавтоматическое изготовление жестяно-баночной тары.
Постановлением Совета министров СССР было принято решение о реконструкции Одинцовского завода бытовой химии с целью дальнейшей модернизации оборудования и автоматизации производства. Было закуплено следующее оборудование: диссольверы, бисерные мельницы МТ-70, МС-60, МК-120 и прочее. В 1972—1973 годах техническое перевооружение завода достигло 94 %, основным видом нового оборудования были автоматические линии. Впоследствии одинцовский филиал фирмы «Мосбытхим» был переименован в Одинцовский завод бытовой химии ПО «Мосбытхим».
В период с 1941 по 1985 годы сменилось 12 директоров, каждый из которых внёс свой вклад в развитие производства, рост качества и расширение ассортимента выпускаемой продукции. В декабре 1971 года завод был газифицирован. С увеличением электроснабжения в период с 1972 по 1974 год удалось перевести производство на полуавтоматическое и автоматическое оборудование в размере 94 %. Был запущен баночный цех мелкой тары масляных красок, освоен выпуск высококачественной половой краски «ПФ». Практически во всех мастерских труд рабочих был более чем наполовину механизирован. Рационализаторы и изобретатели завода — А. И. Тимошин, В. И. Голубев, Н. В. Червяков, Н. П. Логвинов и другие — способствовали этому.
Усилиями «требовательного, но чуткого к людям» директора Г. Е. Конышева Указом Верховного Совета СССР от 17 мая 1972 года завод был переведён из системы Министерства местной промышленности, филиала фирмы «Мосбытхим», во Всесоюзное объединение «Союзбытхим». Были введены в эксплуатацию новый цех по производству изделий из пластмассы и один тубный цех по производству клея «Марс» и зоошампуня «Мухтар». Улучшились жилищно-бытовые условия заводчан. Сдан в эксплуатацию 12-этажный жилой дом. Г. Е. Конышева сменил Н. В. Конин, при котором началась подготовка к полной реконструкции завода со сносом старых корпусов цехов, строительством новых и установкой современного высокопроизводительного оборудования. Это позволило улучшить качество лакокрасочной продукции.
В 1985 году генеральным директором завода был назначен Ю. А. Ильин. Под его руководством была завершена многолетняя реконструкция завода и выбрано новое стратегическое направление от производства товаров бытовой химии до полномасштабного производства лакокрасочных материалов. В 1990 году была полностью введена в эксплуатацию 1-я очередь реконструированного производства. Во вновь построенном цехе освоено производство авторемонтных эмалей горячей сушки МЛ-1226 и эмали «Одихель» совместно с Helious Group (Словения).
В 1993 году Одинцовский завод бытовой химии преобразован в Одинцовский лакокрасочный завод, производство которого полностью ориентировано на выпуск лакокрасочных материалов строительного и бытового назначения. Это алкидные эмали на основе конденсационных смол для наружных и внутренних работ по дереву и металлу.
В 2006 году ОАО «Одинцовский лакокрасочный завод» вошло в состав лакокрасочного концерна Helios Group. В составе Helios Group завод прошёл коренную реструктуризацию, освоил производство новых лакокрасочных материалов, внедрил новое и модернизированное старое оборудование, развил научно-техническую базу и усилил оперативный персонал.
В 2012 году значительно расширилось производство промышленных лакокрасочных материалов, освоен выпуск современных лакокрасочных материалов для антикоррозионной защиты металлоконструкций. В 2014 году австрийская компания Ring купил Helios Group. С марта 2014 года «Одилак» работает как расширенная компания Helios Group. Внедряя различные инновации и инновационные исследования как в области приобретения, так и в области развития под управлением Ring и Helios Group, компания обеспечила обмен знаниями и передовым опытом.
В 2015 году ОАО «Одинцовский лакокрасочный завод» перерегистрировано как АО «Одинцовский лакокрасочный завод». В том же году мощности завода увеличились более чем в четыре раза. В 2016 году на предприятии было произведено около 1300 тонн материалов.
В марте 2017 года завершилось приобретение акций Helios Group, в которую входил АО «Одилак», в результате чего KANSAI PAINT стала полноправным владельцем группы. Порядка 70 % отгружённой продукции Helios Group как раз производилось на заводе «Одилак» для российских клиентов.
В этом же году завод отметил 110-летие со дня основания. В честь этого события Торгово-промышленная палата муниципалитета наградила 13 сотрудников завода за выслугу лет, вручив 5 медалей «Ветеран труда» и присвоив 8 специалистам звание «Лучший по профессии».
В 2017 году завод произвёл 1869 тонн продукции. По сравнению с 2016 годом объёмы выпуска выросли на 47,8 %. Два года назад «Одилак» произвёл 1294 тонны лакокрасочных материалов, включая 913 тонн — покрытий по металлу, 366 тонн — материалы для дорожной разметки (в 2017 году — 1358 тонн и 511 тонн соответственно). По сравнению с 2015 годом производство выросло в 2,5 раза. Тогда компания выпустила 694 тонны лакокрасочных материалов.
По итогам 2020 года компания увеличила производство лакокрасочных материалов на 3,2 % относительно 2019 года. Предприятие увеличило и численность персонала с 28 до 31 сотрудника.

## Продукция и услуги
- клей;
- средства для ухода за обувью;
- товары бытовой химии;
- средства моющие;
- средства отбеливающие;
- средства чистящие;
- комплекты поливочного устройства для садоводов;
- средства для удаления накипи[15].